# New Milford (Nueva Jersey)
New Milford es un borough ubicado en el condado de Bergen, Nueva Jersey, Estados Unidos. Tiene una población estimada, a mediados de 2021, de 16 893 habitantes.

## Geografía
La localidad está ubicada en las coordenadas 40°56′3″N 74°1′10″O / 40.93417, -74.01944 (40.934161, -74.019453).

## Demografía

### Censo de 2020
Según el censo de 2020, en ese momento la localidad tenía una población de 16 923 habitantes. La densidad de población era de 2863.45 hab/km². El 56.1% de los habitantes eran blancos, el 20.4% eran asiáticos, el 5.1% eran afroamericanos, el 0.2% eran amerindios, el 8.0% eran de otras razas y el 10.2% eran de una mezcla de razas. Del total de la población, el 19.5% eran hispanos o latinos de cualquier raza.

### Censo de 2000
Según la Oficina del Censo, en 2000 los ingresos medios de los hogares de la localidad eran de $59,118 y los ingresos medios de las familias eran de $77,216. Los hombres tenían unos ingresos medios de $46,463 frente a los $36,987 que percibían las mujeres. Los ingresos per cápita para la localidad eran de $29,064. Alrededor del 3.4% de la población estaba por debajo del umbral de pobreza.

### Estimación 2017-2021
De acuerdo con la estimación 2017-2021 de la Oficina del Censo, los ingresos medios de los hogares de la localidad son de $98,992 y los ingresos medios de las familias son de $124,926. Los ingresos per cápita de los últimos doce meses, medidos en dólares de 2021, son de $48,131. Alrededor del 4.9% de la población está por debajo del umbral de pobreza.